# Saulges
Saulges je naselje in občina v zahodni francoski regiji Loire v podprefekturi departmaja Mayenne. Leta 2018 je imelo naselje 318 prebivalcev.

## Geografija
Kraj leži v zahodni Franciji ob reki Mayenne, 35 km južno od Lavala.

## Zgodovina
Življenje je bilo v Saulgesu verjetno v izobilju v zgodnjem paleolitiku (približno 45.000 do 10.000 pr. n. št.). Bogastvo v jamskem habitatu, ki je znano in raziskano že od 19. stoletja, vključuje živalske in človeške ostanke, likovno umetnost in ga tako uvršča na glavno raziskovalno mesto na nacionalnem nivoju; nekatere najdbe so na ogled v Prazgodovinskem muzeju na kraju samem.

## Znamenitosti
- Cerkev sv. Petra (7. stoletje)
- Saulgeska jama
- Oratorij sv. Céneré (7. stoletje)

## Galerija
- Jama
- Le Vieux Logis, najbolj simbolična hiša v Saulgesu
- Prazgodovinski muzej